# Železniška postaja Ljubljana Črnuče
Železniška postaja Črnuče je ena izmed železniških postaj v Sloveniji, ki oskrbuje bližnje naselje Črnuče. Postaja stoji tik pod savsko ježo na Črnučah. Nad postajo je pri Lukmanovi graščini na Dunajski cesti avtobusno postajališče Kolodvor Črnuče, kjer vozijo linije Ljubljanskega potniškega prometa 6, 21D in 28.